# Aleksandr Marinesko
Aleksandr Ivanovitj Marinesko (ryska: Александр Иванович Маринеско), född 15 januari 1913 i Odessa, död 25 november 1963 i Leningrad, var en sovjetisk sjöofficer. Under andra världskriget var Marinesko chef på den sovjetiska ubåten S-13, och var bland annat ansvarig för torpederingen av det tyska passagerarfartygen Wilhelm Gustloff och General von Steuben, som krävde sammanlagt 12 000 människoliv. 

## Biografi
Marinesko var son till en rumänsk sjöman och en ukrainsk kvinna. Han fick sin militära utbildning vid Svartahavsflottan. Han fick senare förflyttning till Östersjöflottan. Han blev underlöjtnant 1936, löjtnant 1939 och kapten 1940. Som ubåtschef var han ansvarig för sänkningarna av fartygen Wilhelm Gustloff och General von Steuben. Normalt skulle han ha belönats med utmärkelsen Sovjetunionens hjälte, men då hans förbandschef först vägrade tro på hans rapport och senare inte ansåg honom lämplig som hjälte belönades han istället med Röda fanans orden, något som han betraktade som en personlig förolämpning.
1945 degraderades Marinesko till löjtnant med den officiella motiveringen tjänsteförsummelse, dryckenskap och otrohet. Som löjtnant tjänstgjorde han som minsveparchef för att innan årets utgång avskedas. 1946-1949 arbetade Marinesko som överstyrman i handelsflottan. 1949 blev han biträdande chef för Leningrads institut för blodtransfusioner. Samma år dömdes han till tre års arbetsläger för förskingring av socialistisk egendom. Marinesko avtjänade sitt straff 1949-1951 och fick samma år som han frigavs anställning som hydrograf vid Onega-Ladoga-expeditionen. Från 1953 var han anställd som arbetsledare vid leveransavdelningen vid Leningradfabriken "Mezon". 1960, då han var mycket sjuk, återfick Marinesko sin kommendörskaptensgrad och tilldelades full krigspension. Han dog 1963 efter en lång sjukdom och begravdes på Bogoslavskijkyrkogården.

## Rehabilitering
Marinesko tilldelades 1990 postumt titeln Sovjetunionens hjälte med anledning av 45-årsminnet av segern över Tyskland. Samtidigt döptes en gata i Sankt Petersburg om till Ulitsa Marinesko för att hedra honom. Ubåtsmuseet i staden fick även hans namn och monument till hans ära uppfördes i Kalingrad, Kronstadt och Odessa.

## Galleri

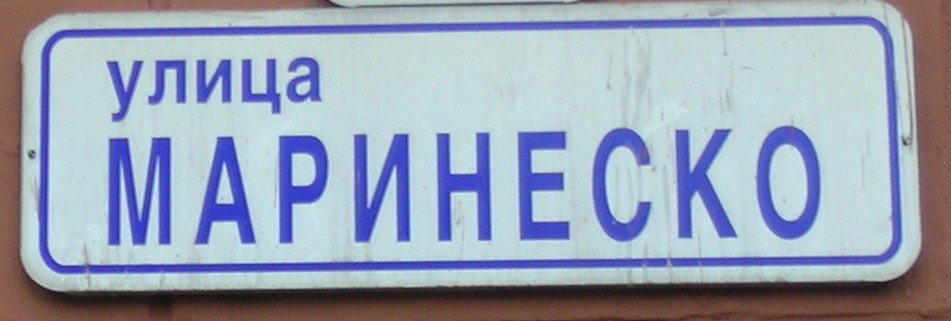
Gatuskylt vid "Ulitsa Marinesko".
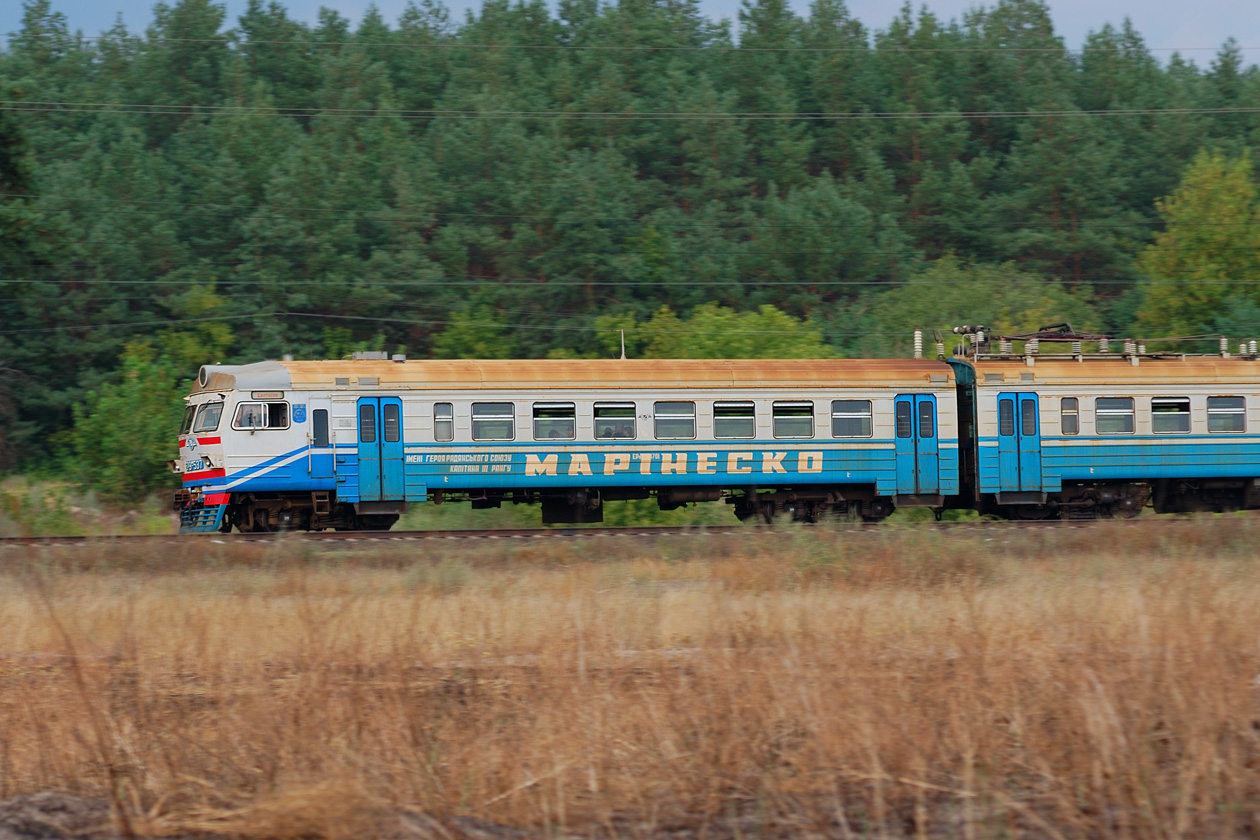
Ellokomotivet ER9M-537 "Marinesko" på sträckan Tsybulevo - Fundukleevka, Kirovograd regionen 2010.